# جبهة وحدة قطر الوطنية
جبهة وحدة قطر الوطنية كانت مجموعةً عمالية قومية تشكلت في قطر في أبريل 1963. تم تأسيس المجموعة كرد فعل على مقتل أحد المحتجين على يد أحد أفراد الأسرة الحاكمة خلال مظاهرة للعروبيين. تم تأسيس الحركة خلال فترة من الخلاف الشعبي مع أنماط الحياة الباهظة للعائلة الحاكمة، والدعم متزايد للوحدة العربية.
تمحورت مطالب المجموعة الرئيسية على إزالة الامتياز الملكي، وإنهاء توظيف الأجانب، وإنشاء مرافق الرعاية الاجتماعية، وتقنين النقابات العمالية، وإنشاء مجالس بلدية مؤلفة من أعضاء منتخبين جزئيًا على الأقل. أصبحت المجموعة غير نشطة في مايو 1963 بعد أن اعتقلت الحكومة واحتجزت عددًا من أعضائها البارزين. 

## التاريخ

### البدايات
بدأت الاحتجاجات ضد الأسرة الحاكمة في النصف الأول من الخمسينيات. وقعت أحد أكبر الاحتجاجات في عام 1956 وقد اجتذبت 2000 مشارك، معظمهم من القطريين رفيعي المستوى المتحالفين مع القوميين العرب وعمال النفط الساخطين. وفي احتجاج وقع في أغسطس 1956، لوح المشاركون بالأعلام المصرية ورددوا شعارات مناهضة للاستعمار. في أكتوبر، حاول المتظاهرون تخريب خطوط أنابيب النفط في الخليج العربي من خلال تدمير خطوط الأنابيب بجرافة. لقد ألقى البريطانيين اللوم على حمد العطية الذي شارك في تأسيس الحركة.
بحلول عام 1963، كان سكان قطر قد سخطوا بشكل متزايد من نمط الحياة الباهظة للعائلة الحاكمة وغياب الشيخ أحمد بن علي آل ثاني الطويل في الخارج منذ توليه العرش في عام 1960.

### احتجاجات 1963
في فبراير 1963، اندلعت احتجاجات عروبية صاخبة في قطر عقب الإطاحة بعبد الكريم قاسم في العراق عقب ثورة رمضان. كان معظم المحتجين عراقيين أو يمنيين، وحمل بعضهم صور جمال عبد الناصر وطلبوا المارة تقبيل صورهم.
اندلعت المزيد من المظاهرات في 18 أبريل، وقد نظمها قوميين عرب أجانب ساندوا اتحاد بلادهم مع الجمهورية العربية المتحدة، وعبّروا عن دعمهم لعبد 
الناصر، وازدرائهم تجاه ملك الأردن الحسين بن طلال وملك السعودية سعود بن عبد العزيز آل سعود والاستعمار الأوروبي. رفع بعض المتظاهرين صوراً للقادة العرب ولافتات التي تدعم عمال النفط في شركة شل قطر. حَصَرَ الأمير المظاهرات في المناطق التي تشمل استاد التحرير، وفريج الهتمي، وفريج الخليفات، والمطار الشرقي القديم. جرت معظم المظاهرات في هذا اليوم خلال مباريات كرة القدم. انتهت المظاهرات قبل الأوان بعد منع المتظاهرين المسافرين من ملعب التحرير من دخول استاد الدوحة.
في 19 أبريل، نُظمت مظاهرة كبيرة خلال مهرجان الشارع في الريان. ألقى العديد من الناشطين، بما في ذلك حمد العطية، خطابات دعوا فيها إلى إصلاحات العمل وحب الوطن. نظم مهاجرون يمنيون مظاهرة منفصلة في جنوب الدوحة بالقرب من محطة وقود. وخلال الاحتجاج، أغلق أحد أقارب حاكم قطر يدعى الشيخ عبد الرحمن بن محمد آل ثاني الطريق الذي كان يحدث فيه الاحتجاج وأمرهم بالتفرق وإفساح الطريق لسيارته فرد المتظاهرون عليه بمطالبته بالابتعاد عن طريقهم. نتيجةً لذلك، فتح الشيخ عبد الرحمن النار على الحشد، مما أسفر عن مقتل متظاهر. تم توزيع عريضة لاعتقال الشيخ عبد الرحمن، لكن الحكومة لم تتخذ أي إجراء. وبعد عدة سنوات، بُرئ الشيخ عبد الرحمن من قتل قريب له، هو الشيخ أحمد بن عبد العزيز آل ثاني.

### بداية الحركة
شارك في تأسيس جبهة الوحدة الوطنية القطرية عبد الله المسند، رجل أعمال ثري، ومعه زعيم قبلي ومسؤول حكومي يدعى حمد العطية ردًا على إطلاق النار في 19 أبريل. سرعان ما اكتسبت الجبهة شعبية بين القوميين العرب والأفراد المتعاطفين مع حزب البعث والعمال القطريين ومسؤولي آل ثاني ذوي الرتب المنخفضة. كانت الحركة الأقوى في مدينة الخور الشمالية. يشير إبراهيم شداد، أستاذ التاريخ الحديث، إلى أن التاريخ الفعلي لجبهة الوحدة الوطنية لم يكن في أبريل 1963، ولكن في أواخر الخمسينيات، وهي فترة تم فيها إنشاء العديد من الخلايا القومية السرية.
لقد أدلت المجموعة ببيان أدرجت فيه 35 طلبًا للحكومة، وكان معظمها يستلزم سلطةً أقل للأسرة الحاكمة، وحماية عمال النفط، وحقوق التصويت للمواطنين وتعريب القيادة.
بينما كان العاهل السعودي في قصر الحاكم في 20 أبريل، وقعت مظاهرة أمام المبنى. أطلقت الشرطة النار وقتلت ثلاثة متظاهرين، مما دفع جبهة الوحدة الوطنية إلى تنظيم إضراب عام في 21 أبريل. استمر الإضراب حوالي أسبوعين وتأثرت معظم الخدمات العامة بسببه. أصدر حمد العطية في 28 أبريل بيانًا أعلن فيه أن الوقت قد حان لإصلاح سياسات البلاد وإقامة مجتمع عالي يتمتع بالعدالة والمساواة.
سعى عبد الناصر للاستفادة من الدعم الشعبي في قطر من خلال الضغط على الحكومة لإرسال مساعدات مالية إلى اليمن.

### الانتفاضة والقمع الحكومي
نظمت جبهة الوحدة الوطنية انتفاضة صغيرة في سوق الدوحة المركزي كررت فيها مطالبها استجابةً للقمع الحكومي. رفضت الحكومة معظم هذه المطالب، وفي أوائل مايو، تم اعتقال حوالي خمسين من أبرز أعضاء جبهة الوحدة الوطنية والمتعاطفين معهم واحتُجزوا دون محاكمة. توفي حمد العطية في السجن عام 1966، وقد هاجر ناصر المسند، وهو شخصية بارزة في السلطة وابن عبد الله المسند، إلى الكويت بعد إطلاق سراحه من السجن في عام 1965.
نزح سكان عدة بلدات، مع تجمعات ملحوظة في الخور، إلى الكويت بعد حل المجموعة. كما سافر بعض أعضاء المجموعة إلى لبنان وإلى الإمارات العربية المتحدة. نزح حوالي ما مجموعه 5000 شخص وتم إيقاف 471 عاملًا في قطاع النفط عن العمل نتيجة لأعمال القمع.
في مايو، وقّع تحالف تكوّن من الطلاب القطريين في المملكة المتحدة وجامعة القاهرة، الذين تم قطع منحهم الدراسية نتيجة الاحتجاجات، على عريضة تطالب بالإفراج عن المحتجزين. تلقى الالتماس تغطية صحفية قليلة. قال الأكاديمي القطري علي خليفة الكواري أن رجال الأعمال القطريين ضغطوا على الحكومة المصرية لتقديم تقرير كاذب عن انتفاضة عام 1963 لإلقاء نظرة إيجابية على الحكومة القطرية.
بدأ الأمير بعض الإصلاحات استجابة للحركات. وشمل ذلك توفير الأراضي والقروض للمزارعين الفقراء في عام 1964. كما وافق على مطالب التوظيف التفضيلي للمواطنين القطريين وانتخاب مجلس بلدي.
رفعت الحكومة حظر السفر على أعضاء الحركة في عام 1972.